# 佩里 (密蘇里州)
佩里（英語：Perry）是位於美國密蘇里州羅爾斯縣的城市。

## 人口
根據2020年美國人口普查的數據，佩里的面積為3.70平方千米，當中陸地面積為3.58平方千米，而水域面積為0.12平方千米。當地共有人口665人，而人口密度為每平方千米180人。